# Basketball-Südamerikameisterschaft 1993
Die Basketball-Südamerikameisterschaft 1993, die fünfunddreißigste Basketball-Südamerikameisterschaft, fand zwischen dem 29. Mai und 6. Juni 1993 in Guaratinguetá, Brasilien statt, das zum sechsten Mal die Meisterschaft ausrichtete. Gewinner war die Nationalmannschaft Brasiliens, die zum vierzehnten Mal den Titel erringen konnte. 

## Abschlussplatzierung
1. Brasilien
2. Argentinien
3. Venezuela
4. Uruguay

| Brasilien                |
| Meister Brasilien        |
| Vierzehnte Meisterschaft |